# Tom Wahlig
Tom Wahlig (* 24. Juni 1938 in Münster) ist ein deutscher Pharmazeut.

## Werdegang
Nach dem Abitur 1958 am Kardinal-von-Galen-Gymnasium studierte Wahlig Pharmazie in Münster. Er schloss das Studium 1963 mit dem Staatsexamen ab und promovierte 1966 in pharmazeutischer Biologie über die „Gaschromatische Analyse aetherischer Öle“. 1959 trat er in die Firma Waldeck in Münster ein, in der er bis 2010 als Geschäftsführer tätig war.
1998 gründete er die Tom-Wahlig-Stiftung mit dem Ziel, die Erforschung der seltenen Krankheit Hereditäre Spastische Spinalparalyse voranzutreiben. Mit Unterstützung der Stiftung konnte ein gestörtes Gen, das die Krankheit verursacht, identifiziert werden. Die Stiftung ist die weltweit erste ihrer Art. Sie agiert formal unter dem Dach der Ernst-Abbe-Stiftung, wird aber von Tom Wahlig und seiner Familie geleitet. Die Tom-Wahlig-Stiftung vergibt Preise, Stipendien und organisiert Symposien auf internationalen neurophysiologischen Kongressen. Für seine Verdienste wurde er 2018 mit dem Bundesverdienstkreuz am Bande  ausgezeichnet.

## Ehrung
- Bundesverdienstkreuz am Bande (15. November 2018)[9]